# Kosowinowy Piarg

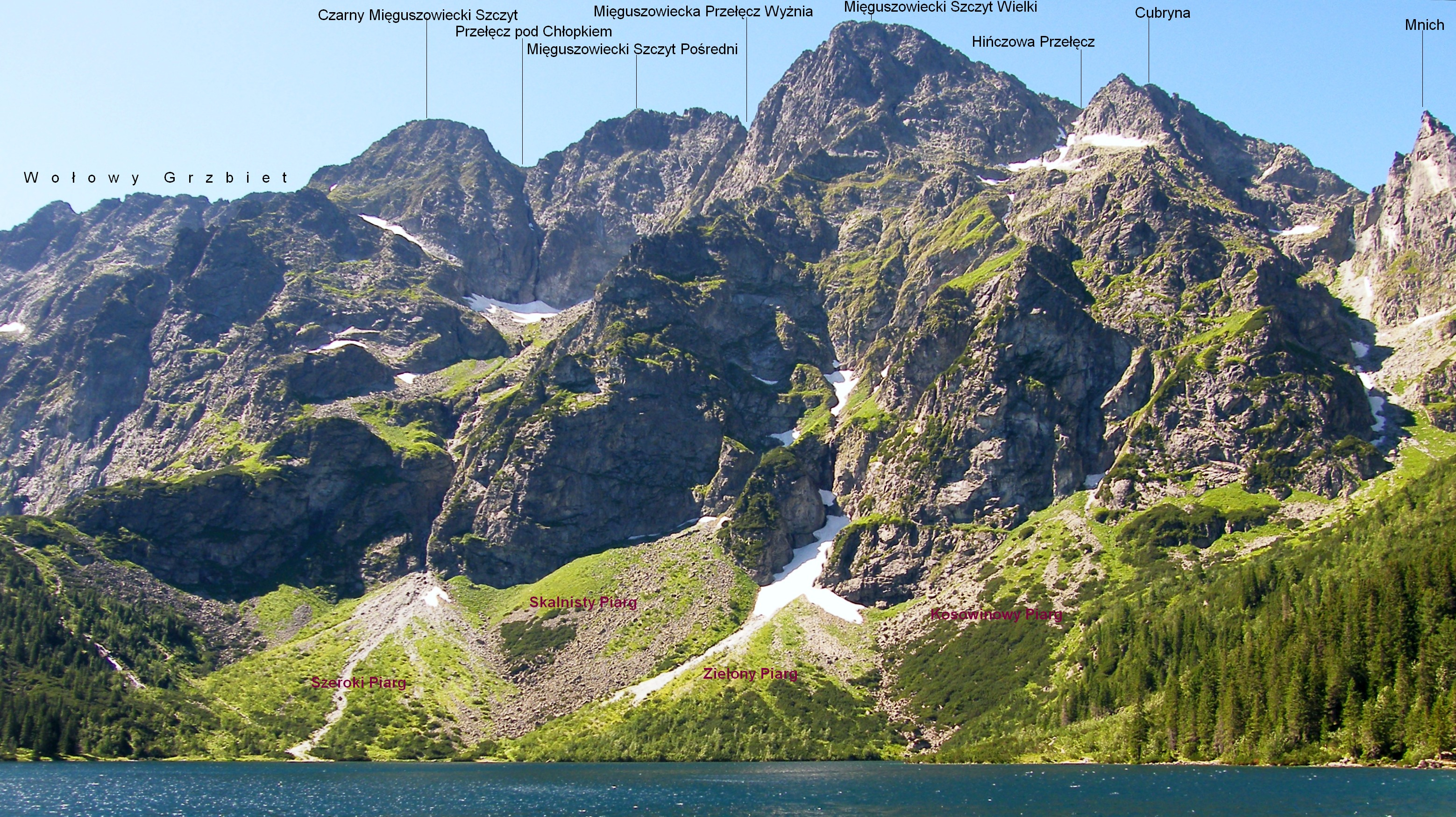
Kosowinowy Piarg wśród podpisanych obiektów

Kosowinowy Piarg (słow. Kosovinové sučovisko) – wielki stożek piargowy nad południowym brzegiem Morskiego Oka w Tatrach Polskich. Znajduje się poniżej zatoki Ucho i jest jednym z kilku piargów u podnóży skał. Piargi te, obejmowane wspólną nazwą Wielki Piarg mają wysokość do 200 m i utworzone są z materiału skalnego znoszonego żlebami ze szczytów grani głównej wznoszących się nad Morskim Okiem.
Kosowinowy Piarg jest najdalej na zachód wysuniętym z czterech Wielkich Piargów. Po lewej stronie (patrząc od dołu) sąsiaduje z Zielonym Piargiem, po prawej z piarżyskiem Mnichowego Żlebu. Ograniczony jest od góry przez Półksiężyc, Cubryńską Kazalnicę i Liliową Kazalnicę, po bokach przez sąsiednie piargi. Utworzony został, i nadal powiększa się z materiału znoszonego z depresji między wschodnią i północną granią Turni Zwornikowej. Stosunkowo niewielki obszar tej depresji powoduje, że piarg ten jest najbardziej stabilny wśród czterech Wielkich Piargów, najsilniej też porośnięty. Znaczną jego część zarasta kosodrzewina, górną część trawki.
Przez Kosowinowy Piarg prowadzą taternickie ścieżki (dojścia do ścian wspinaczkowych).

## Szlaki turystyczne
Podnóżem Zielonego Piargu prowadzi czerwony szlak turystyczny okrążający Morskie Oko.
 dookoła Morskiego Oka. Czas przejścia 35 min